# Parafia Najświętszego Serca Pana Jezusa w Mysłakowicach
Parafia Najświętszego Serca Pana Jezusa w Mysłakowicach – parafia rzymskokatolicka w dekanacie mysłakowickim w diecezji Legnickiej. Erygowana w 1957. Jej proboszczem jest ks. Mieczysław Bętkowski. 

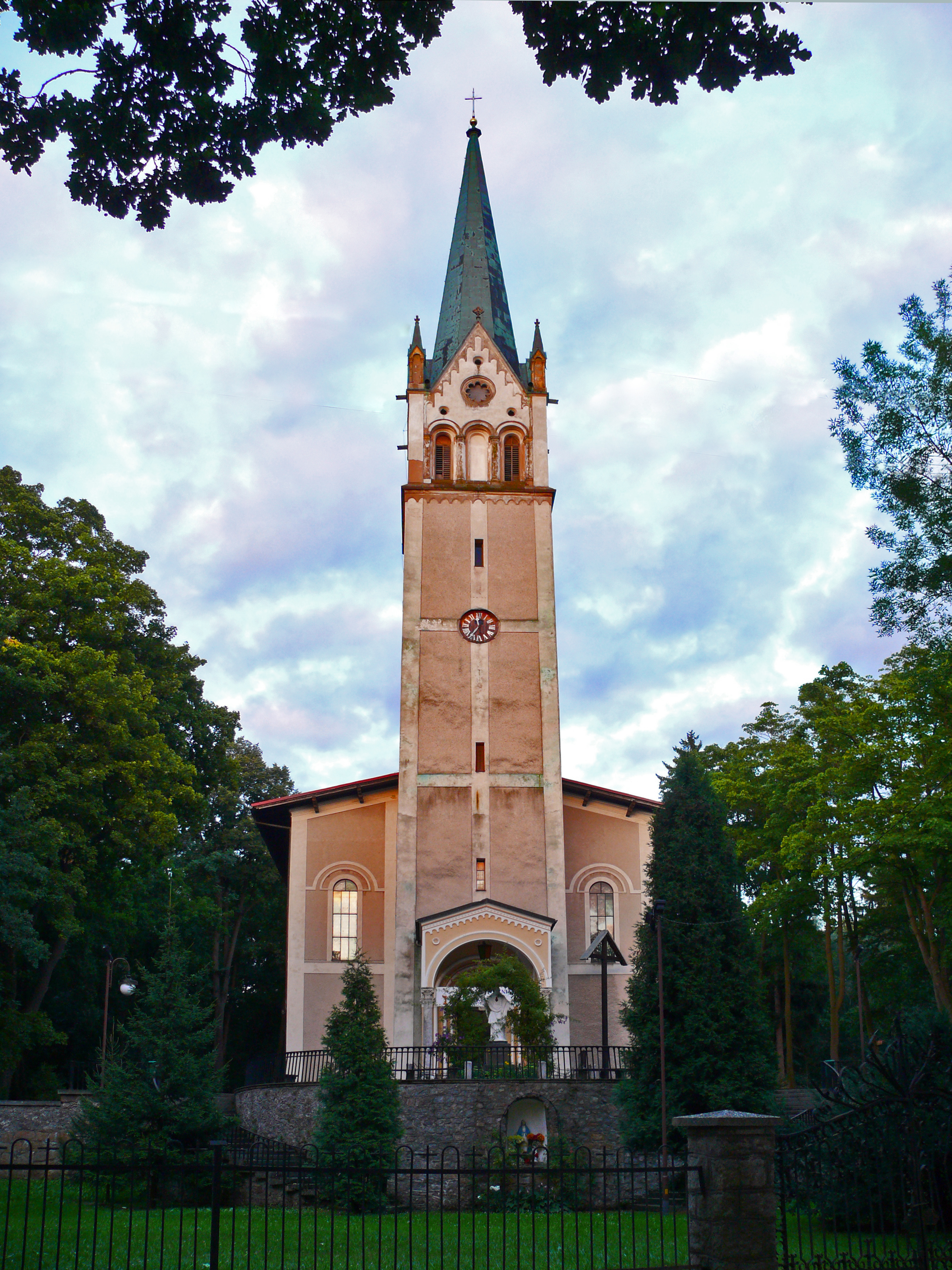
Kościół parafialny pw. NSPJ

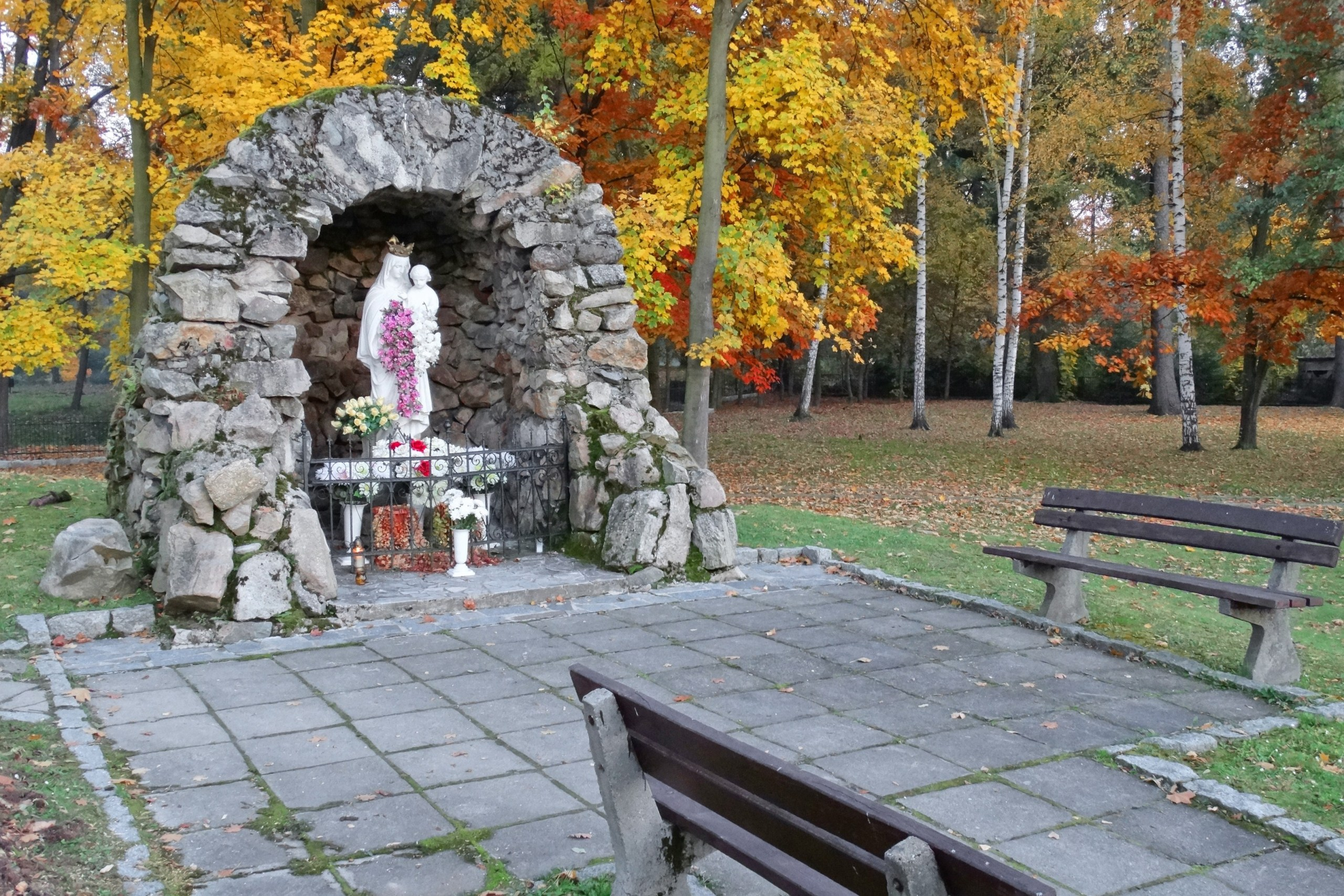
Grota przy kościele parafialnym

## Proboszczowie po 1945 r.[1]
- 1. ks. Franciszek Madeja

- 2. ks. Adam Habrat

- 3. ks. Władysław Lupa 1957 - 1981

- 4. ks. Tadeusz Grabiak 1981 - 2006

- 5. ks. Mieczysław Bętkowski 2006 -